# Zeta Trianguli Australis
Zeta Trianguli Australis (ζ TrA, ζ Trianguli Australis) é uma estrela binária espectroscópica na constelação de Triangulum Australe. Tem uma magnitude aparente de 4,91, sendo visível a olho nu em boas condições de visualização. Com base em medições de paralaxe, está relativamente próxima do Sistema Solar, a 39,7 anos-luz (12,18 parsecs).
O componente primário do sistema possui um tipo espectral de F9 V, o que significa que é uma estrela de classe F da sequência principal. Portanto, é bem parecida com o Sol, porém um pouco maior e mais brilhante. Sua massa equivale a 1,08 massas solares e seu raio a 1,06 raios solares. Tem uma temperatura efetiva de 6 040 K, o que lhe dá a cor branco-amarelada típica de estrelas de classe F. O componente secundário provavelmente é uma anã vermelha com tipo espectral entre M1 V e M7 V. Sua massa foi calculada em 0,39 massas solares. As duas estrelas completam uma órbita a cada 12,98 dias com uma excentricidade de 0,014.
Zeta Trianguli Australis é um possível membro periférico do Grupo Ursa Major, uma associação de estrelas com o mesmo movimento pelo espaço e origem. A velocidade dessa estrela tem um desvio de 6,7 km/s em relação ao centro de velocidade do grupo. No entanto, um artigo de Maldonado et al de 2010 diz que a inclusão de Zeta Trianguli Australis nesse grupo é duvidosa.